# 제임스 그레고리

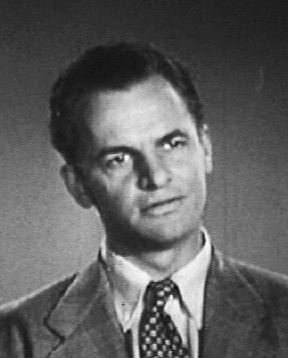

제임스 그레고리(James Gregory, 1911년 12월 23일 ~ 2002년 9월 16일)는 미국의 배우, 텔레비전 배우, 연극 배우, 영화배우, 영화 프로듀서이다.
브롱크스에서 태어났으며 세도나에서 사망하였다.

## 방송
- 형사 콜롬보
- 클라이막스!

## 영화
- 굿바이 만델라 (2007년)
- 소방관 터크 182 (1985년)
- 공룡아 불을 뿜어라 (1982년)
- 더 컴백 키드 (1980년)
- 메인 이벤트 (1979년) - 고프 역
- 형사 Q (1976년)
- 세계에서 가장 힘센 남자 (1975년)
- 34번가의 기적 (1973년)
- 샌포드 앤 선 (1972년)
- 슛 아웃 (1971년)
- 형사 콜롬보 (1971년)
- 백만달러의 오리 (1971년)
- 하와이언스 (1970년)
- 혹성 탈출 2 - 지하 도시의 음모 (1970년) - 우르수스 역
- 하와이 5-0수사대 (1968년)
- 아이언 사이드 (1967년)
- 클램베이크 (1967년)
- 사이렌서 잠복 부대 (1967년)
- 사이렌서 (1966년)
- 헬리오 특공작전 (1966년)
- 서부의 4형제 (1965년)
- 전격 후린트 고고작전 (1965년)
- PT 109 (1963년)
- 캡틴 뉴먼, M.D. (1963년)
- 맨츄리안 켄디데이트 (1962년) - 존 아이슬린 상원의원 역
- 보난자 (1959년)
- 알 카포네 (1959년)
- 젊은 이방인 (1957년)
- 나이트폴 (1956년)
- 딜론 보안관 (1955년)
- 클라이막스! (1954년)
- 프로그먼 (1951년)
- 스튜디오 원 (1948년)